# Wim Vermeulen
Willem (Wim) Vermeulen (Rillaar, 15 augustus 1936) is een voormalig Belgisch politicus voor de CVP.

## Levensloop
Vermeulen werd directeur van de Sociale Hogeschool van Geel en van het Instituut der Kempen, ook in Geel. Ook was hij bestuurslid van het NCMV en Unizo.
Voor de CVP werd hij in 1990 lid van de Senaat als provinciaal senator voor Antwerpen, wat hij bleef tot in 1991. In juli 1996 werd hij lid van de Kamer van volksvertegenwoordigers voor het kiesarrondissement Mechelen-Turnhout als opvolger van de ontslagnemende Jos Dupré. Hij bleef dit tot in 1999.
In de Kamer was Vermeulen lid van de Commissie-Infrastructuur.